# Mircea Ionescu-Quintus
Mircea Ionescu-Quintus (Cherson, 18 marzo 1917 – Ploiești, 15 settembre 2017) è stato un politico rumeno.
Ex presidente del Partito Nazionale Liberale tra 1993 e il 2001, viene eletto senatore nell'elenco del PNL della Contea di Prahova nelle legislature 1996-2000 e 2004-2008. Ha inoltre ricoperto la carica di ministro della giustizia nel Governo Stolojan, primo governo multipartitico dal 1989 e brevemente è stato Presidente del Senato.

## Biografia
Mircea Ionescu-Quintus figura come ex-collaboratore della Securitate pubblicato nella Gazzetta Ufficiale dal Consiglio nazionale per lo studio degli archivi della Securitate. A seguito di una querela della Corte d'Appello del CNSAS viene stabilito che Mircea Ionescu Quintus non ha fatto parte della polizia politica.

## Riconoscimenti e onorificenze
Nel 2002 il presidente romeno Ion Iliescu gli ha conferito l'Ordine della Stella di Romania con il grado di Cavaliere.
Mircea Ionescu Quintus ha ricevuto nel mese di aprile 2009 il grado di generale di brigata in pensione dal presidente Traian Băsescu.
Il 17 marzo 2017 gli è stato conferito l'Ordine della Stella di Romania con il grado di ufficiale dal presidente Klaus Iohannis.